# 熊谷直之
熊谷 直之（くまがい なおゆき）は、戦国時代から安土桃山時代にかけての武将・大名。別名は直澄（なおずみ）。官途は従五位下・大膳亮。通称は伝左衛門。若狭国三方郡大倉見城（井崎城）主。武田四老の一人。

## 略歴
当初は若狭守護であった若狭武田氏の家臣。元亀元年（1570年）、武田元明に付いて織田信長に従属したと思われる。同年の朝倉攻めに参陣。
天正9年（1581年）の馬揃えの際には若狭衆として丹羽長秀の下で行進した熊谷氏は彼である可能性がある。天正10年（1582年）の本能寺の変の後は豊臣秀吉に仕えた。
その後は関白豊臣秀次に配され、家老となる。西三河高橋郡内で、950石を知行した。5万石に加増される。
文禄4年（1595年）7月、秀次が譴責使を受けた時、『川角太閤記』では謀反を勧めたとされる。秀次が高野山蟄居となると、これの責任を取って京都嵯峨野二尊院で自ら切腹して果てた。秀吉は使者を送って止めようとしたが間に合わなかった。
辞世は「あはれとも問ふひとならで問ふべきか　嵯峨野ふみわけておくのふるてら」。